# 亨特斯角大道車站
亨特斯角大道車站（英語：Hunters Point Avenue station）是美國紐約地鐵IRT法拉盛線的一個地鐵站，位於皇后區長島市49大道（亨特斯角大道）及21街交界，設有7號線（任何時候停站）列車服務，而繁忙時段的尖峰方向還有開行<7>列車。

## 歷史
法拉盛線於1916年2月15日由維爾農-傑克遜大道車站延長一站至亨特斯角大道。
亨特斯角大道車站的月台於1955－1956年延長以容納11節列車。

## 車站結構
| Ground | 街道層   | 出入口                                          |
| 夾層   | 夾層     | 車站詢問處、Metrocard自動售票機                 |
| 月台層 | 側式月台 | 側式月台                                        |
| 月台層 | 南行     | ← 往34街-哈德遜調車場 (維爾農林蔭路-傑克遜大道) |
| 月台層 | 北行     | → 往法拉盛-緬街 (法庭廣場) →                    |
| 月台層 | 側式月台 |                                                 |

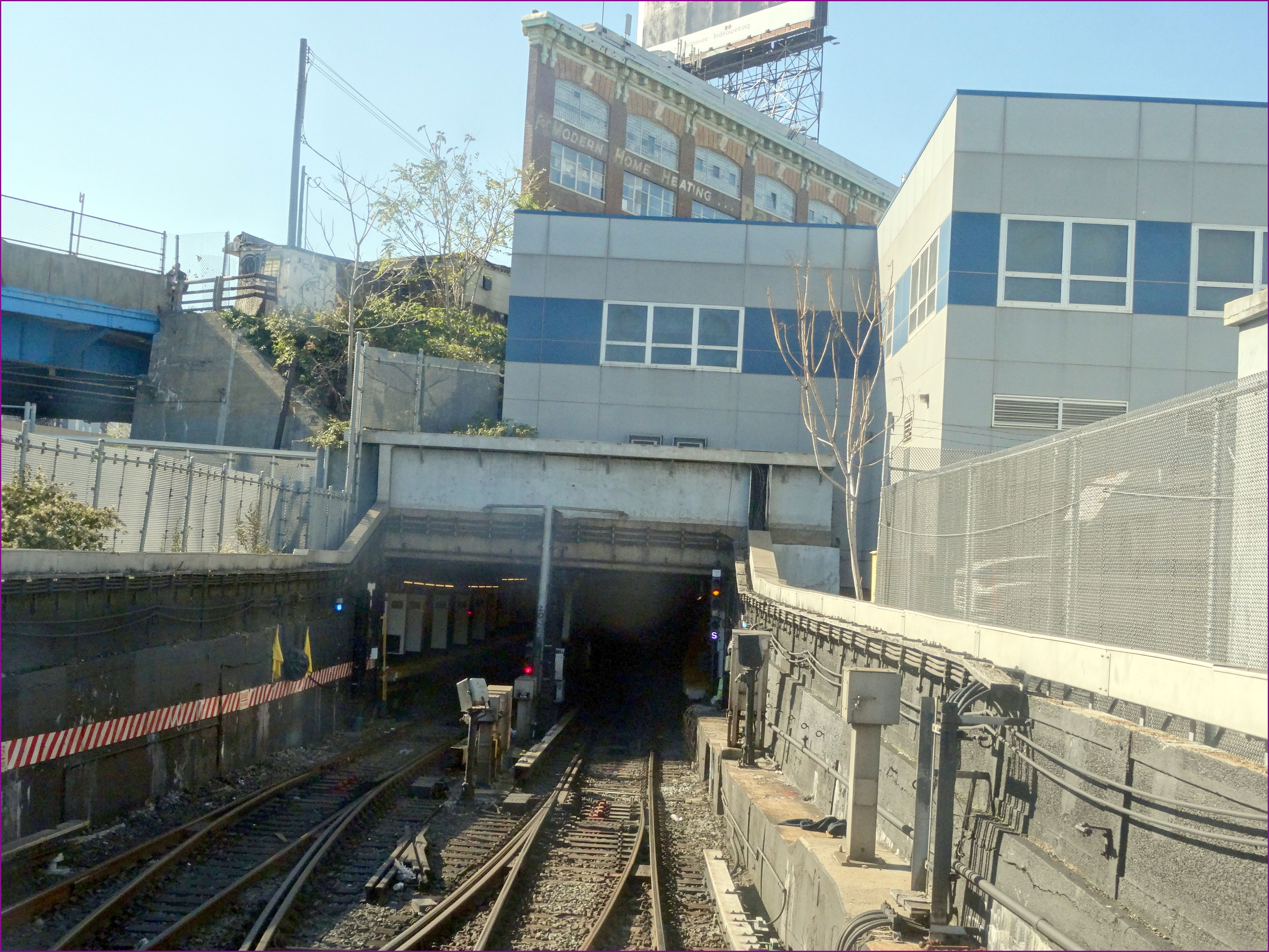
外觀

此站是法拉盛線直至北行總站（法拉盛-緬街）以前最東面的地下車站。隧道出口位於車站東端。出口外面設有剪式橫渡線。

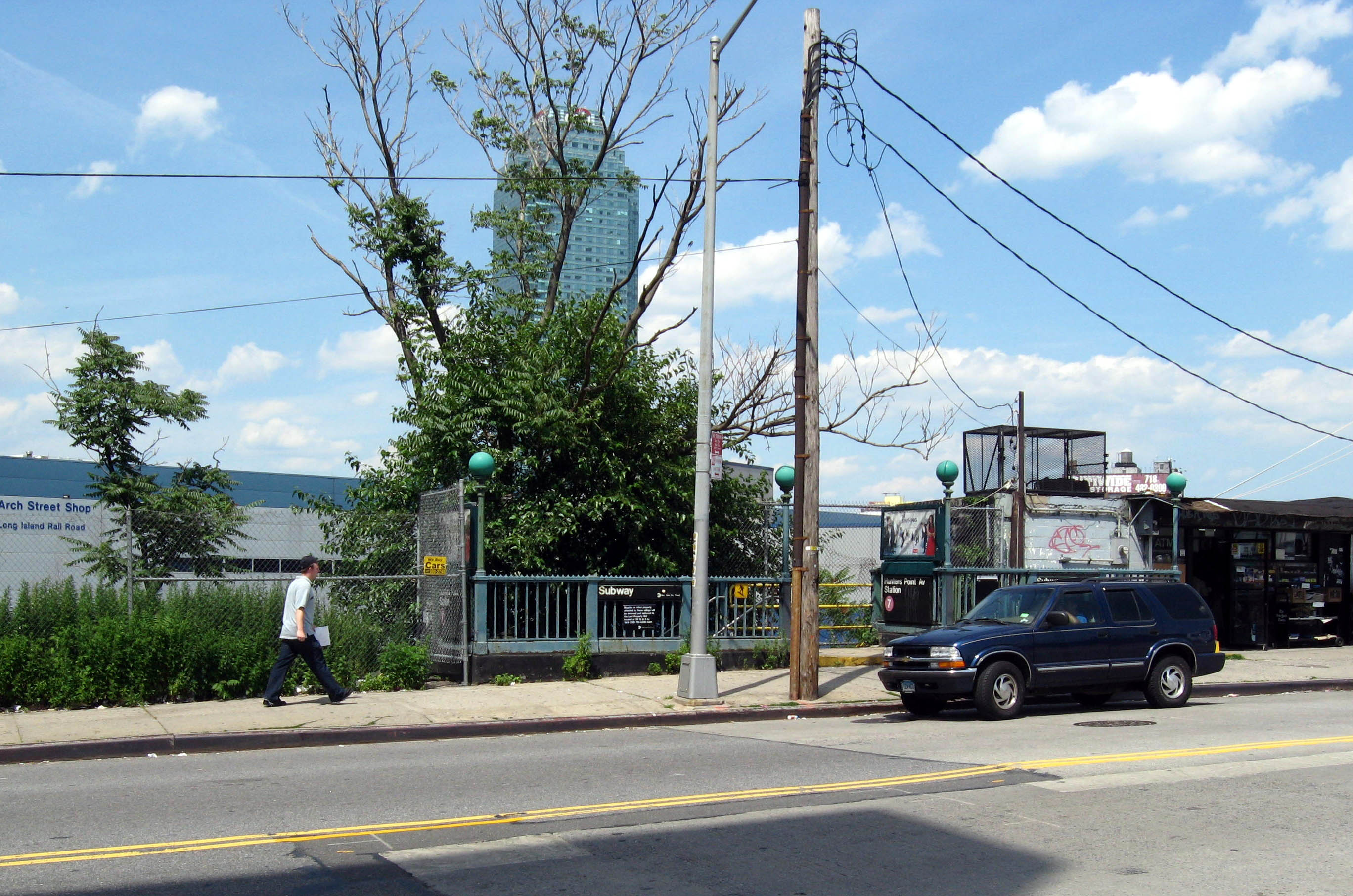
東樓梯

## 外部連結
- 维基共享资源上的相關多媒體資源：亨特斯角大道車站
- nycsubway.org—IRT Flushing Line: Hunterspoint Avenue
- Station Reporter — 7 Train
- The Subway Nut — Hunters Point Avenue Pictures （页面存档备份，存于）
- Hunters Point Avenue entrance from Google Maps Street View （页面存档备份，存于）
- Platforms from Google Maps Street View